# Piaski (Malbork)
Piaski (niem. Sandhof) –  część miasta oraz od 1902 dzielnica Malborka, leżąca w północnej części miasta.

## Historia
Na początku XX wieku w Piaskach istniało wiele firm, przedsiębiorstw i fabryk, których ruiny do dziś się zachowały. Przy alei Wojska Polskiego znajduje się kompleks użytkowanych do dzisiaj budynków  wojskowych, w których skład wchodziły między innymi koszary.

## Instytucje
Placówki oświatowe
- II Liceum Ogólnokształcące
- Zespół Szkół Ponadgimnazjalnych nr 3
Technikum nr 2
Szkoła Branżowa I Stopnia
- Szkoła Podstawowa nr 2 im. Ignacego Krasickiego
- Przedszkole "Pod Kasztanami"
- Przedszkole "Krasnal"

Kościoły
- Kościół pod wezwaniem Zesłania Ducha Świętego
- Kościół Zielonoświątkowy Zbór „Przyjazny Kościół”

Instytucje państwowe
- Urząd Pocztowy na ul. Nogatowej 95 A